# Viscum fischeri
Viscum fischeri är en sandelträdsväxtart som beskrevs av Adolf Engler. Viscum fischeri ingår i släktet mistlar, och familjen sandelträdsväxter. Inga underarter finns listade i Catalogue of Life.